# 桃色純愛
《純愛粉色系》（ピンク♥♥イノセント），台灣譯為《桃色純愛》，是桃雪琴梨所創作的少女漫畫。在講談社的《Nakayoshi》2006年10月號（9月發售）開始連載。

## 簡介
櫻之宮心菜在16歲開始有了男朋友，心菜認為作為男朋友的如月蓮司一點兒不想與她一起。所以打算確認，不過，反而給蓮司和她周圍的人添了大麻煩了。儘管如此心菜也百折不挫。

## 登場人物
櫻之宮心菜
這個故事的主角。高校1年生。身長152cm，体重38kg。4月16日出生，血型為B型。愛稱是「ココナ」。喜歡蓮司。喜歡戀愛妄想，討厭被害妄想。千金小姐。擅長以自由落體從直升機跳下來。
如月蓮司（きさらぎ れんじ）
心菜的男朋友，擅長個人電腦，買股票，已經被心菜4次弄壞個人電腦。有著冷酷又有點古怪性格。
英（はなぶさ）
心菜的監謢人。
花邑繪亞理（はなむら エアリ）
心菜的好朋友。做某雑誌的讀者模特兒，樣子漂亮。成為心菜依靠的人。
太井（ふとい）
喜歡心菜。肥是基於名字。
如月理一（きさらぎ りいち）
蓮司的哥哥，是一名御宅族。